# Marion Delorme
Marian Delorme, född 3 oktober 1613, död 2 juni 1650, var en fransk kurtisan och salongsvärd.
Delorme var dotter till en adelsman i Champagne och ska ha varit hemligt gift med Henri Coiffier de Ruzé d'Effiat. Hon tävlade senare med Ninon de l'Enclos om främsta platsen som kurtisanen på modet. Under fronden samlades dess ledare i hennes salong.
Delorme gjordes till hjältinna i både Victor Hugos roman Marian Delorme och Alfred de Vignys roman Cinq-Mars ou une conjuration sous Louis XIII.